# Uberto Palmarini
Uberto Palmarini (Macerata, 11 novembre 1881 – Garbagnate Milanese, 31 dicembre 1942) è stato un attore italiano.

## Biografia
Inizia a recitare all'inizio del Novecento venendo scritturato da svariate compagnie. Nel corso dei primi anni della sua carriera conosce sul palcoscenico l'attrice Mercedes Brignone che sposa nel 1903 - era pertanto cognato del regista Guido Brignone e zio dell'attrice Lilla Brignone - Riesce, nel 1919, a costituire una compagnia propria: la Palmarini-Campa nella quale recitarono attori di notevole calibro come Antonio Gandusio, Giuseppe Porelli, Franca Dominici, Sarah Ferrati, Anna Carena e Stefano Sibaldi.
Con la nuova ditta allestisce un repertorio commerciale – Nido altrui di Jacinto Benavente (1918) e Lorenzino di Giovacchino Forzano (1921) – ma si segnala per alcuni interessanti allestimenti, legando indissolubilmente il suo nome all'esordio italiano di Anton Čechov attraverso la rappresentazione di Zio Vanja che viene presentato in Italia per la prima volta il 3 maggio 1922 al Teatro Niccolini di Firenze, con il titolo Zio Giovanni  con quella che nel frattempo era divenuta la Palmarini-Campa-Capodaglio. Portò in scena successivamente Se quell'idiota ci pensasse di Silvio Benedetti (1922), Enrico IV di Luigi Pirandello (1923) e Topaze di Marcel Pagnol nel 1929, con il quale riscuote un grande successo. Poi porta in Italia per la prima volta il nuovo lavoro di Charles Vildrac Acque torbide (La Brouille) nel 1931.
Forma poi una compagnia con Guglielmina Dondi alla quale si unirà anche Elio Steiner nel 1934.
Lavora sporadicamente nel cinema, fra i suoi film si ricorda Lorenzino de' Medici e Ginevra degli Almieri - da lui già interpretati sul palcoscenico - e che vennero diretti dal cognato Guido Brignone e che uscirono rispettivamente nel 1935 e nel 1936.

## Filmografia
- Il re dell'Atlantico, regia di Baldassarre Negroni (1914)
- Tragica missione, regia di Ugo Gracci (1915)
- Medusa velata, regia di Ugo De Simone (1916)
- Buon Natale!, regia di Gino Calza-Bini (1916)
- L'ondina, regia di Arturo Albertoni (1917)
- Cenere e vampe, regia di Ugo Falena (1918)
- La signora Rebus, regia di Eleuterio Rodolfi (1918)
- Frate Sole, regia di Mario Corsi e Ugo Falena (1918)
- La commedia dal mio palco, regia di Lucio D'Ambra (1918)
- Lorenzino de' Medici, regia di Guido Brignone (1935)
- Ginevra degli Almieri, regia di Guido Brignone (1936)